# Locomotiva bavarese Pt 2/5 N
La locomotiva bavarese Pt 2/5 N è stata una locotender a vapore costruita, per conto delle Königliche Bayerische Staats-Eisenbahnen, a partire dal 1897 dalla Krauss di Monaco di Baviera per i treni passeggeri veloci afferenti al nodo di Monaco.

## Storia
Le locotender vennero prodotte dagli stabilimenti Krauss a partire dal 1897 per le ferrovie statali bavaresi come locomotive a vapore classe D XII. Di esse 96 unità furono acquistate per il servizio sulle varie linee che da Monaco di Baviera volgevano verso le località di montagna ma, in seguito, vennero assegnate a molti grandi depositi locomotive bavaresi. Dal 1907 assunsero la classificazione Pt 2/5 N delle Ferrovie Statali Bavaresi.
Nel 1916 2 unità vennero cedute alla ferrovia del Palatinato (Pfalzbahn), mentre le restanti 94 unità passarono alla flotta della Deutsche Reichsbahn come DRG Class 73.031-124.
La Pfalzbahn, nel decennio 1900-1903, aveva acquisito 31 esemplari della quasi identica P 2 classe II; 28 di esse vennero incorporate come 73.001-028 dalla Deutsche Reichsbahn, le restanti tre vennero assegnate alla Saarbahn. Tra il 1903 e il 1912, 37 locomotive di tipo analogo furono costruite per le Ferrovie imperiali dell'Alsazia-Lorena (Reichseisenbahnen in Elsaß-Lothringen) come T5 6.601-6.637. Una di esse passò in seguito alla Deutsche Reichsbahn assumendo il numero 73.125.
Gli accantonamenti iniziarono progressivamente nel 1926 e si conclusero nel 1938 quando l'intero gruppo venne radiato.

## Caratteristiche
Si trattava di una locotender di rodiggio 2-4-4 a vapore saturo a 2 cilindri a semplice espansione. La sua caratteristica particolare stava nel fatto che il primo asse formava con il primo asse motore accoppiato un carrello di Krauss-Helmoltz mentre l'asse che riceveva il moto dalla biella motrice era il terzo; il quarto e il quinto asse formavano il carrello portante posteriore. Le scorte d'acqua laterali erano di 9 t mentre il carico di carbone a bordo era di 3 t.